# لعبة الأمم (برنامج تلفزيوني)
لعبة الأمم هو برنامج تلفزيوني يقدمه المذيع اللبناني سامي كليب في قناة الميادين.